# Аризона Сити (Аризона)
Аризона Сити (енгл. Arizona City) насељено је место без административног статуса у америчкој савезној држави Аризона.

## Демографија
По попису из 2010. године број становника је 10.475, што је 6.09 (138,9%) становника више него 2000. године.
| Група             | 2000.         | 2010.         |
| Белци             | 3.429 (78,2%) | 6.016 (57,4%) |
| Афроамериканци    | 50 (1,1%)     | 436 (4,2%)    |
| Азијати           | 17 (0,4%)     | 56 (0,5%)     |
| Хиспаноамериканци | 726 (16,6%)   | 3.583 (34,2%) |
| Укупно            | 4.385         | 10.475        |